# Davisboro (Georgia)
Davisboro es un pueblo ubicado en el condado de Washington en el estado estadounidense de Georgia. En el censo de 2000, su población era de 1.544.

## Demografía
En el 2000 la renta per cápita promedia del hogar era de $25,536, y el ingreso promedio para una familia era de $30,625. El ingreso per cápita para la localidad era de $7,090. Los hombres tenían un ingreso per cápita de $37,750 contra $18,750 para las mujeres.

## Geografía
Davisboro se encuentra ubicado en las coordenadas 32°58′48″N 82°36′32″O / 32.98000, -82.60889 (32.980128, -82.608892).
Según la Oficina del Censo, la localidad tiene un área total de 7,9 km² (3,1 mi²), de la cual 7,9 km² (3,1 mi²) es tierra y 0 km² (0 mi²) (0.00%) es agua.